# Yuanyichang (ort i Kina, Jiangxi Sheng, lat 27,80, long 114,47)
Yuanyichang är en ort i Kina. Den ligger i provinsen Jiangxi, i den sydöstra delen av landet, omkring 170 kilometer sydväst om provinshuvudstaden Nanchang. Antalet invånare är 1 004. Befolkningen består av 471 kvinnor och 533 män. Barn under 15 år utgör 18,0 %, vuxna 15-64 år 75 %, och äldre över 65 år 5,0 %.
Runt Yuanyichang är det ganska tätbefolkat, med 222 invånare per kvadratkilometer. Närmaste större samhälle är Yichunshi, 8,3 km väster om Yuanyichang. Trakten runt Yuanyichang består till största delen av jordbruksmark.
Genomsnittlig årsnederbörd är 2 315 millimeter. Den regnigaste månaden är maj, med i genomsnitt 349 mm nederbörd, och den torraste är oktober, med 28 mm nederbörd.